# 1278 Kenya
1278 Kenya è un asteroide della fascia principale. Scoperto nel 1933, presenta un'orbita caratterizzata da un semiasse maggiore pari a 2,4049371 UA e da un'eccentricità di 0,2622083, inclinata di 10,85318° rispetto all'eclittica.
Il suo nome è dedicato all'omonimo Paese dell'Africa orientale.